# لودفيغ شارف
لودفيغ شارف (بالألمانية: Ludwig Scharf)‏ هو لغوي ومؤلف وكاتب أغاني ومترجم وكاتب وشاعر ألماني، ولد في 2 فبراير 1864 في Meckenheim, Rhineland-Palatinate ‏ في ألمانيا، وتوفي في 21 أغسطس 1939 في المجر.